# (5633) 1978 UL7
Az (5633) 1978 UL7 a Naprendszer kisbolygóövében található aszteroida. Olmstead, C. M. fedezte fel 1978. október 27-én.